# Publi Corneli Escipió Africà
|  | Per a altres significats, vegeu «Escipió Africà (desambiguació)». |

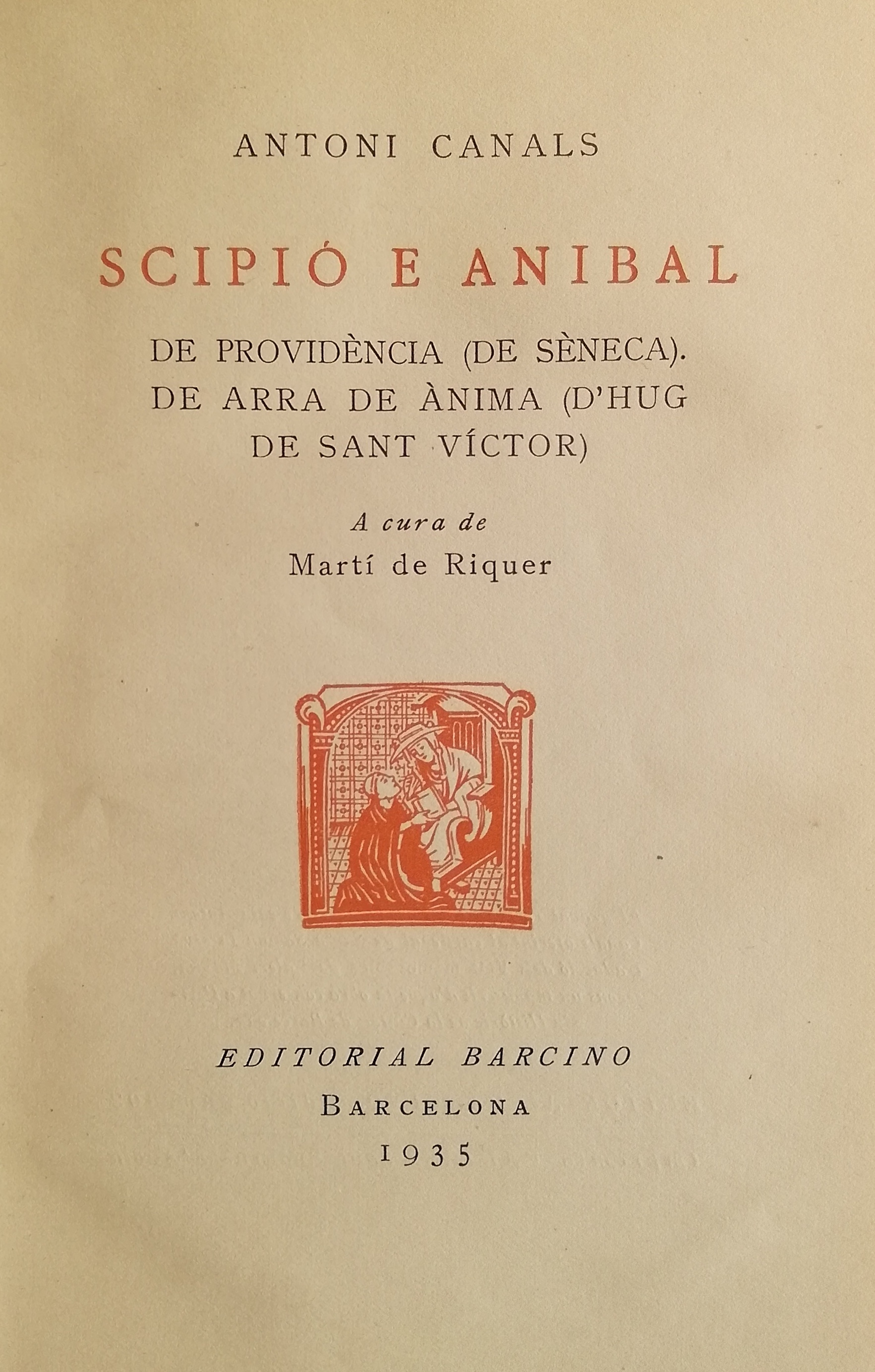
Escipió apareix lloat a l'obra Africa de Petrarca. Traducció catalana feta cap a l'any 1400 pel frare Antoni Canals. Edició publicada a Barcelona l'any 1935 per l'Editorial Barcino

Publi Corneli Escipió Africà (llatí: Publius Cornelius P. f. L. n. Scipio Africanus; nascut el 236 aC/235 aC i mort el 183 aC), conegut principalment com a Escipió l'Africà, fou un general i polític de l'antiga Roma famós sobretot pel seu paper en la Segona Guerra Púnica. Era fill de Publi Corneli Escipió i feia part de la família patrícia dels Escipions.
La seva carrera militar començà el 218 aC, durant la Segona Guerra Púnica. Segons algunes fonts, fou un dels comandants romans que el 216 aC evitaren la mort a la batalla de Cannes, on hauria estat tribú militar. Després de la caiguda del seu pare i el seu oncle en les operacions contra els cartaginesos a Hispània, fou nomenat comandant en aquest mateix teatre i investit amb autoritat proconsular entre el 210 i el 206 aC.
Va ser nomenat cònsol el 205 aC, i va repetir proconsulat a partir de l'any següent, aquesta vegada a l'Àfrica. Després de la victòria a la batalla de Zama el 202 aC, amb la qual els romans derrotaren definitivament Cartago, va rebre els honors del triomf i es va guanyar el sobrenom d'Africà. Va ser nomenat censor el 199 aC, i va repetir consolat el 194 aC.
Va ser l'home d'estat romà més destacat abans de Juli Cèsar.

## Biografia

### Primers anys
Havia nascut cap al 235 aC a Roma, al si de la família dels Cornelis, molt vinculada a l'alta política. Ja de jove es va considerar un escollit dels déus i abans de cada acte anava al Capitoli per comunicar-se amb els déus. Amb 17 anys era present a la batalla del Tessí, on va salvar el seu pare, i aquell mateix any va combatre a Trèbia. L'any 216 aC va lluitar en la batalla de Cannes com a tribú militar i va codirigir les restes de l'exèrcit que es va refugiar a Canúsium. El 212 aC va ser elegit edil quan encara no tenia l'edat legal de 30 anys, i els tribuns de la plebs no s'hi van oposar en ser elegit per unanimitat. El 210 aC amb uns 24 anys va rebre el comandament d'Hispània on el seu pare acabava de morir el 211 aC i havia estat substituït per Gai Neró. Cap general volia el càrrec i Escipió amb només 24 anys es va presentar voluntari i va ser elegit malgrat no haver estat anteriorment cònsol. Al mateix temps Tiberi Semproni Llong va ser enviat a Àfrica i Luci Manli Vulsó a pacificar el nord d'Itàlia.

### Campanya a Hispània
Quan va arribar a Hispània al capdavant d'un nou exèrcit enviat per Roma, va trobar que tota la península al sud de l'Ebre estava controlada pels cartaginesos. Però hi havia una certa descoordinació entre els tres generals cartaginesos, a més de problemes a l'Àfrica que distreien la seva atenció. L'exèrcit cartaginès estava dividit en tres grups, cada un sota les ordres d'un general.
Escipió va desembarcar a la desembocadura de l'Ebre l'estiu del 210 aC. Tot el territori al sud de l'Ebre estava en mans dels cartaginesos. Escipió en lloc d'atacar les forces d'algun dels tres generals cartaginesos, Hasdrúbal (fill de Giscó), Hasdrúbal Barca i Magó, va planejar atacar Cartago Nova (l'actual Cartagena) per sorpresa. Va posar la flota sota comandament del seu amic Gai Leli al que va revelar els seus plans i ell mateix va agafar el comandament de les forces de terra i va avançar cap al sud a marxes forçades. Cartago Nova va ser ocupada sense gairebé lluita (només restava a la ciutat una guarnició de mil homes) i abans d'arribar cap ajut. Els ostatges de les tribus locals, en poder dels cartaginesos per garantir la fidelitat, van ser alliberats i les tribus es van declarar a favor de Roma. La conducta d'Escipió amb els ibers va ser sempre força correcta, sobretot perquè la prioritat de Roma era la guerra a Itàlia contra Hanníbal i podrien enviar pocs reforços a Hispània, motiu pel qual necessitaria una bona disposició de la població autòctona per poder allistar tropes. A Cartago Nova, Escipió va trobar magatzems d'armes, menjar i altres objectes i productes. Escipió va poder tornar a Tàrraco sense ser molestat el que suggereix que els generals cartaginesos eren lluny.
L'any 209 aC Mandoni i Indíbil, dos destacats caps ilergets fins llavors fidels als cartaginesos es van passar als romans. Hasdrúbal Barca per la seva part, va acampar a una forta posició a Bècula, a la vall del Guadalquivir (prop de l'actual Baeza), on va recaptar diners aprofitant les mines de la zona i no volia lluitar per resguardar als soldats que volia enviar a Itàlia. L'objectiu d'Escipió era poder combatre un sol general i així poder lluitar més endavant amb els restants. La seva por era haver de lluitar contra dos exèrcits cartaginesos alhora que el poguessin encerclar i eliminar. Escipió va anar al sud per enfrontar-se a Hasdrúbal. La infanteria romana va carregar contra una elevació defensada per la infanteria cartaginesa. Els cartaginesos no van parar atenció a les maniobres de la cavalleria romana, que es va situar darrere i als costats dels cartaginesos. Quan van carregar per darrere i pels flancs dels cartaginesos, aquests es van veure superats i es van desbandar. Escipió va fer 22.000 presoners i va matar 8.000 cartaginesos segons els romans però Hasdrúbal va poder conservar els tresors i elefants i va poder retirar-se cap al nord on va reclutar més tropes, amb les quals va creuar els Pirineus i va marxar cap a Itàlia. Els altres generals cartaginesos van avançar contra Escipió i així aquest no va poder empaitar a Hasdrúbal. Escipió va poder mantenir-se al sud d'Hispània la resta de l'any.
El 208 aC, el propretor Silà va derrotar Magó a Celtibèria, que es va retirar cap al sud i es va reunir amb Hasdrúbal, fill de Giscó, a la Bètica; Escipió va avançar contra ells i els cartaginesos es van protegir darrere les ciutats emmurallades. Escipió només va poder ocupar Oringis, que va conquerir el seu germà Luci Corneli Escipió.
L'any 207 aC Escipió es va apoderar de quasi tot Hispània després d'una decisiva victòria a Ilipa (Alcalá del Río). Els generals cartaginesos es van refugiar a Gades, que va quedar con única plaça en el seu poder. Els caps hispans van reconèixer la sobirania romana.
Escipió va decidir passar a Àfrica. Ja s'havia assegurat el suport del príncep Masinissa, que servia a l'exèrcit cartaginès i esperava atreure a Sífax el rei númida dels massesils. Quan va anar a Àfrica es va trobar amb Hasdrúbal, fill de Giscó, que hi havia anat des de Gades pel mateix propòsit. Sífax va quedar impressionat per Escipió i va fer un tractat amb Roma, però el general cartaginès va aconseguir mantenir també l'aliança del rei quan va donar la seva filla Sofonisba en matrimoni a Sífax.
Al seu retorn a Hispània es va trobar que les tribus s'havien revoltat (vegeu revolta d'Indíbil i Mandoni). Escipió va dominar la revolta amb rapidesa. La ciutat d'Iliturgi, principal centre rebel, va ser castigada severament. Tot seguit Escipió es va posar malalt i aprofitant això, vuit mil soldats romans que no havien cobrat ni tenien permís per saquejar, es van amotinar. Escipió es va posar bo a temps de sufocar el motí. Una mica després Gades va obrir les portes als romans i Magó va fugir per mar i va anar a Ligúria per distreure els romans ocupats contra Hanníbal. Escipió va entregar llavors el comandament de l'exèrcit d'Hispània als procònsols Luci Corneli Lèntul i Luci Manli Acidí que havien estat nomenats com a successors, i va retornar a Roma.

### Campanya a l'Àfrica
Va ser candidat a cònsol (206 aC) i elegit pel 205 aC sense haver estat abans pretor i amb només 30 anys. El seu col·lega va ser Publi Licini Cras, que era pontífex màxim i no podia sortir d'Itàlia, motiu pel qual li van encarregar a Escipió seguir amb la guerra. El senat s'oposava al seu projecte de portar el conflicte a l'Àfrica i només li va ser confiada la província de Sicília amb permís per creuar a Àfrica si era avantatjós per la república, però no se li va donar un exèrcit, amb la qual cosa el permís no servia per res.
Llavors milers de voluntaris se li van unir des de tot Itàlia i el senat li va haver de permetre d'enrolar aquesta gent. Va anar a Sicília i va fer preparatius per anar a Àfrica on va enviar el seu amic Leli amb una petita flota per concertar-se amb Masinissa. Mentre va ajudar a la conquesta de Locres Epizefiris tot i que no tenia comandament al sud d'Itàlia. El seu legat Quint Plemini va quedar com a comandant de la ciutat. Denunciat per mala conducta, els enemics d'Escipió van al·legar que el legat va seguir en el seu govern després que el seu cap hagués estat informat de les seves malifetes. El senat va decidir enviar una comissió d'investigació que podia decidir ordenar el retorn del general a Roma. Els comissionats van arribar a Sicília al començament del 204 aC quan els preparatius per anar a Àfrica estaven quasi acabats i després del que van veure van decidir mantenir a Escipió en el comandament i continuar amb el pla.
El 204 aC Escipió, ara com a procònsol, va sortir de Lilibèon i va desembarcar prop d'Útica a l'Àfrica; tenia entre 12.000 i 30.000 soldats i immediatament se li va unir Masinissa. No va aconseguir dominar Útica però amb l'ajut del rei númida va aconseguir diverses victòries menors. Va acabar l'any sense progressos rellevants.
Hasdrúbal (fill de Giscó) va reunir un fort exèrcit per fer front als romans. Al començament de l'any 203 aC Hasdrúbal i el rei númida Sífax estaven a punt d'atacar, quan Escipió es va anticipar i va atacar de nit el campament cartaginès i númida. Els campaments van ser incendiats i la majoria dels soldats van morir (es calcula que van morir 40.000 cartaginesos i númides). Hasdrúbal va fugir a Cartago i Sífax als seus dominis. Hasdrúbal va aixecar un nou exèrcit que va ser altre cop derrotat i el general ja no va gosar a tornar a Cartago. Sífax, que havia tornat en el seu ajut, va retornar altra vegada al seu país i Escipió va enviar a perseguir-lo al seu amic Leli i a Masinissa, i finalment va ser empresonat. Entre els captius hi havia la seva dona Sofonisba, que Masinissa volia per ell, afer que va acabar tràgicament. D'aquesta manera Cartago va perdre la capacitat de reclutar uns genets númides en els quals sempre havien confiat i que ara serien aliats dels romans.
Aquests desastres van alarmar al senat cartaginès que va cridar Hanníbal i Magó que eren a Itàlia i al mateix temps va obrir negociacions de pau amb Escipió. Aquest va imposar unes condicions que van ser acceptades i es va acordar una treva de 45 dies mentre una ambaixada cartaginesa anava a Roma. En realitat els cartaginesos només volien guanyar temps fins a l'arribada d'Hanníbal. Alguns incidents com la destrucció de vaixells de provisions per Escipió o els insults als ambaixadors romans que anaven a demanar explicacions, van marcar el final de la treva. Només arribar Hanníbal la guerra es va reprendre. L'exèrcit cartaginès era numèricament superior però menys disciplinat i valent, però la presència d'Hanníbal donava molta confiança. Hanníbal en canvi veia que només restava una batalla i si la perdia la guerra estava perduda i, per tant, volia arribar a la pau. Escipió també volia acordar la pau abans del final del seu període, però els termes que va proposar no van ser acceptables pels cartaginesos, i la guerra va haver de continuar.
La batalla decisiva es va lliurar el 19 d'octubre del 202 a Baragra a la vora del riu Bàgrades, no lluny de la ciutat de Zama. La victòria romana va ser completa i l'exèrcit cartaginès va quedar destruït. Hanníbal va aclarir al senat que no es podia seguir la guerra; ara les condicions del vencedor eren molt més dures que abans però encara raonables a diferència de les que volia el senat romà. Escipió va permetre que Hanníbal fos el dirigent de Cartago. La seva suavitat va contrastar amb la duresa amb què va castigar els desertors romans i els seus aliats. Alguns aristòcrates romans del senat (especialment Cató el Censor) no ho van oblidar. Cartago va haver d'acceptar les condicions imposades, però després de llargues negociacions que van portar el tractat de pau al 201 aC.

### Tornada a Roma
Escipió va tornar a Itàlia el 201 aC i va entrar a Roma en triomf. Va rebre el malnom d'Africà i va declinar molts honors com el càrrec de dictador vitalici, i estàtues arreu de Roma. Per no fer-se sospitós de voler el poder suprem, no va participar en els afers públics durant dos anys.
El 199 aC va ser censor amb Publi Eli Petus, i el 194 aC cònsol per segona vegada amb Tiberi Semproni Llong. També va ser aquell mateix any princeps senatus, títol ratificat el 190 aC. El 193 aC va ser enviat a Àfrica per fer de mediador entre Masinissa I i els cartaginesos i el mateix any hauria estat també enviat a una entrevista amb Antíoc III el Gran a Efes. Aquí hi havia Hanníbal desterrat i es diu que Escipió li va preguntar quins eren els generals més grans, i el cartaginès va citar a Alexandre el Gran, Pirros de l'Epir i ell mateix. Escipió li va dir que on s'hauria situat si l'hagués derrotat a ell, i Hanníbal va dir que llavors ell estaria davant d'Alexandre. Escipió era l'únic membre del senat romà que s'havia oposat a la persecució d'Hanníbal.
El 190 aC, Luci Corneli Escipió, el seu germà, i Gai Leli, el seu amic, van ser elegits cònsols. Els dos volien la província de Grècia per fer la guerra contra Antíoc III el Gran. Publi es va oferir a servir com a legat del seu germà, cosa que va garantir a aquest el nomenament. En la guerra es va destacar el seu fill Luci Corneli Escipió Africà, que va caure presoner del rei selèucida. El rei el va alliberar i Escipió li va aconsellar no lliurar batalla abans que ell mateix hagués agafat el comandament de l'exèrcit (que havia deixat temporalment per una malaltia). Antíoc no li va fer cas, i va ser derrotat decisivament a la batalla de Magnèsia, a Magnèsia del Sípil. Antíoc va recórrer llavors a Escipió, que va aconseguir del seu germà termes de pau menys severs (tot i que ho foren força), però el senat va imposar condicions més dures.
L'any 189 aC Publi i el seu germà Luci van tornar a Roma i aviat van ser acusats d'haver estat subornats per Antíoc i de quedar-se part dels diners pagats pel rei al tresor romà. Va dirigir l'acusació Cató Licinià, i no es pot establir si hi ha alguna cosa de veritat en tota la història.
El 187 aC els tribuns coneguts com els Petil·lis van obligar Publi i Luci Escipió a retre comptes dels diners rebuts d'Antíoc III. Luci va presentar els comptes però Publi s'hi va negar per orgull. Aquesta conducta va produir una impressió desfavorable. Luci va ser declarat culpable i va haver de pagar una forta multa i el tribú Gai Minuci Augurí va exigir l'empresonament fins al pagament. Publi va obligar al tribú a alliberar al seu germà, i la cosa podia haver acabat malament sinó hagués estat que Tiberi Semproni Grac, pare del famós tribú, que era l'altre tribú de la plebs aquell any, va alliberar a Luci encara que li va confiscar la seva propietat i com que no va cobrir la multa va haver de fer una col·lecta entre amics i clients (es van recaptar prou diners per pagar i encara per restaurar el seu patrimoni, però només va acceptar el necessari per pagar el que mancava).
L'èxit de la persecució de Luci va portar a la de Publi, que va ser acusat per Marc Nevi, el tribú de la plebs, probablement l'any 185 aC. El dia que va ser jutjat, Publi va recordar que era l'aniversari de la seva victòria a Zama. Finalment, Publi es va retirar a les seves terres a Litèrnum i la persecució es va aturar. Ja no va tornar a Roma a la que considerava una ingrata.
Volia ser enterrat a Litèrnum però alguns relats situen el seu enterrament a Roma al mausoleu familiar a la porta Capena. L'any de la seva mort és incert: Polibi i Rutili el situen el 183 aC, Titus Livi i Ciceró el 185 aC, i Valeri d'Àncium, el 187 aC. La primera és la data més probable.

## Família
Era fill de Publi Corneli Escipió, cònsol el 218 aC aC, i Pompònia, la filla de Mani Pomponi Mató. El seu pare i el seu oncle, Gneu Corneli Escipió, es distingiren al començament de la Segona Guerra Púnica, en la guerra contra Hanníbal. El seu avi, Luci Corneli Escipió, també lluità contra els cartaginesos, en la Primera Guerra Púnica. El seu germà, Luci Corneli Escipió, també participà en la Segona Guerra Púnica, però sobretot es destacà en la guerra contra Antíoc, vencent a la batalla de Magnèsia (190 aC) i guanyant-se, d'aquesta manera, el sobrenom d'Asiàtic.
Es va casar amb Emília Tèrcia, la filla de Luci Emili Paule, amb qui va tenir quatre fills: la filla gran (Cornèlia Escipiona Major) es va casar amb Publi Corneli Escipió Nasica Corculum; la filla menor (Cornèlia Escipiona Menor) es va casar amb Tiberi Semproni Grac (va ser la mare dels germans Gracs); els fills van portar el nom de Publi Corneli Escipió Africà i Luci Corneli Escipió.